# Olivscheitel-Gelbkehlchen
Das Olivscheitel-Gelbkehlchen (Geothlypis semiflava) ist ein kleiner Singvogel aus der Gattung Gelbkehlchen (Geothlypis) in der Familie der Waldsänger (Parulidae). Es kommt in Zentralamerika und Südamerika vor. Genetisch sehr ähnlich ist der Kentuckygelbkehlchen (Oporornis formosus). Die IUCN listet sie als „nicht gefährdet“ (least Concern).

## Merkmale
Olivscheitel-Gelbkehlchen erreichen eine Körperlänge von 13,5 Zentimetern und wiegen um die 17 Gramm. Die Flügellänge beträgt beim Männchen 5,6 bis 6,1 Zentimeter, beim Weibchen 5,5 bis 6,2 Zentimeter. Adulte männliche Olivscheitel-Gelbkehlchen der Nominatform haben eine auffallende schwarze Gesichtsmaske, die sich bis zu den Nackenseiten und den Ohrendecken erstreckt. Im Gegensatz zu anderen Gelbkehlchenarten fehlt ihnen jedoch das Stirnkronenband. Das restliche Kopfgefieder ist hell olivgrün. Die Flügel sind dumpf braun mit oliven Federrändern. Das Oberseitengefieder ist ebenfalls hell olivgrün; das Unterseitengefieder hellgelb, mit verwaschenen oliven Flanken und Brustseiten. Ihre Beine sind fleischfarben; der Schnabel schwärzlich. Adulte Weibchen der Nominatform tragen ein olivgrünes Kopf- und Oberseitengefieder und ein hellgelbes Unterseitengefieder sowie einen kurzen olivgelben Superciliarstreifen und einen wenig ausgeprägten olivgelben Augenring.
Männliche Jungvögel im ersten Jahr unterscheiden sich durch die weniger ausgeprägte Gesichtsmaske, die nur auf die Kopfseiten beschränkt ist. Weibchen im ersten Jahr tragen ein dunkleres Federkleid und ein sichtliches helleres Unterseitengefieder. Juvenile haben ein braunolives Kopf- und Oberseitengefieder und ein helles, gelbes bis lederfarbenes Unterseitengefieder.
Das Erscheinungsbild der Unterart Geothlypis s. bairdi weicht nur geringförmig von der Nominatform ab. Der Schnabel ist etwas länger; die Schwanzfedern sind etwas kürzer.

## Vorkommen, Ernährung und Fortpflanzung
Das Verbreitungsgebiet erstreckt sich von Zentralamerika bis Südamerika. Olivscheitel-Gelbkehlchen bewohnen dichtes Gebüsch an Waldrändern, Rodungen sowie buschartige feuchte Landschaften unter anderem an Straßenrändern und häufig in der Nähe von Gewässern. Sie ernähren sich überwiegend von Insekten und weiteren Wirbellosen. Gebrütet wird von April bis Juni. Ihr tiefes, napfförmiges Nest legen sie gut versteckt in einer Grasmulde oder im dichten Unterholz an. Ein Gelege besteht meist aus zwei Eiern. Über die Bebrütungs- und Nestlingszeit gibt es keine Untersuchungen.

## Unterarten und Verbreitung
Es gibt zwei anerkannte Unterarten:
- Geothlypis s. semiflava Sclater, 1860 – Westliches Kolumbien bis südwestliches Ecuador
- Geothlypis s. bairdi Ridgway, 1884 – Vom Osten Honduras über Nicaragua, Costa Rica, bis nordwestliches Panama